# Малое Вавайское
Малое Вавайское — озеро на острове Сахалин, в Корсаковском городском округе Сахалинской области.
Расположено на Тонино-Анивском полуострове, находится в 0,7 км от залива Анива. Представляет собой круглый залив в западной части Большого Вавайского озера.
Площадь зеркала составляет 0,7 км², водосборная площадь — 308 км². С запада в озеро него впадает река Проточная, берущая начало из Чибисанских озёр, чуть южнее её устья вытекает река Аракуль, текущая к озеру Буссе (10 км к юго-востоку).
Берега озера в основном покрыты лесом. На южном и восточном берегах расположены дома отдыха.
Берега озера сложены гравийными и галечными грунтами, часто со значительной примесью песка. Северный берег крутой, отчего деревья и кустарники нависают над водой и происходит большая закоряженность берега.
Вода в озере пресная, сток из него больше испарения. Уровень стока в тёплое время года высокий, обусловлен наполнением талыми и дождевыми водами, отмечается также осенний дождевой паводок. Амплитуда годовых колебаний уровня в пределах 50-80 см.